# Atalanta Bergamasca Calcio 1933-1934
Questa pagina raccoglie i dati riguardanti l'Atalanta Bergamasca Calcio nelle competizioni ufficiali della stagione 1933-1934.

## Stagione
L'Atalanta dopo aver evitato per un soffio la retrocessione in Prima Divisione (terzo livello del calcio in Italia), si presenta con una serie di volti nuovi e affidandosi all'allenatore Mattea, ex calciatore della Nazionale e del Casale.

Con lui collabora Papà Ciatto, un grande scopritore di talenti che faranno la fortuna dell'Atalanta negli anni a seguire. 

L'Atalanta chiude il girone al quinto posto (venivano ammessi al Girone Finale i primi tre) terminando una stagione caratterizzata da poche reti realizzate.
La Coppa Italia non viene disputata.

## Organigramma societario
Area direttiva
- Presidente: Emilio Santi
- Segretario: Oreste Onetto

Area tecnica
- Allenatore: Angelo Mattea

Area sanitaria

## Rosa
| N. |                   | Ruolo | Calciatore          |
| -- | ----------------- | ----- | ------------------- |
|    | Italia (bandiera) | P     | Gaetano Cesana      |
|    | Italia (bandiera) | P     | Armando Fiorini     |
|    | Italia (bandiera) | D     | Francesco Bettoni   |
|    | Italia (bandiera) | D     | Angelo Belloni      |
|    | Italia (bandiera) | D     | Giuseppe Gola       |
|    | Italia (bandiera) | D     | Francesco Simonetti |
|    | Italia (bandiera) | C     | Giovanni Acerboni   |
|    | Italia (bandiera) | C     | Giuseppe Bonomi     |
|    | Italia (bandiera) | C     | Vittorio Casati     |
|    | Italia (bandiera) | C     | Costante Ceresoli   |
|    | Italia (bandiera) | C     | Attilio Kossovel    |

| N. |                   | Ruolo | Calciatore            |
| -- | ----------------- | ----- | --------------------- |
|    | Italia (bandiera) | C     | Stelio Malabotti      |
|    | Italia (bandiera) | C     | Luigi Tentorio        |
|    | Italia (bandiera) | A     | Cesare Belotti        |
|    | Italia (bandiera) | A     | Riccardo Beretta      |
|    | Italia (bandiera) | A     | Giuseppe Guerini      |
|    | Italia (bandiera) | A     | Cesare Jones          |
|    | Italia (bandiera) | A     | Giulio Panzeri        |
|    | Italia (bandiera) | A     | Umberto Perotti       |
|    | Italia (bandiera) | A     | Renato Sanero         |
|    | Italia (bandiera) | A     | Giuseppe Santagostino |
|    | Italia (bandiera) | A     | Giuseppe Sina         |

## Calciomercato
| Acquisti | Acquisti              | Acquisti              | Acquisti   |
| R.       | Nome                  | da                    | Modalità   |
| -------- | --------------------- | --------------------- | ---------- |
| P        | Gaetano Cesana        | Milan                 | prestito   |
| P        | Armando Fiorini       | Modena                | definitivo |
| D        | Angelo Belloni        | Codogno               | definitivo |
| D        | Giuseppe Gola         | Sampierdarenese       | definitivo |
| C        | Giovanni Acerboni     | Brescia               | definitivo |
| C        | Attilio Kossovel      | Milan                 | definitivo |
| C        | Stelio Malabotti      | CRDA Monfalcone       | definitivo |
| A        | Riccardo Beretta      | Virtus (di Gazzaniga) | definitivo |
| A        | Cesare Jones          | Triestina             | definitivo |
| A        | Giuseppe Santagostino | Catanzarese           | definitivo |
| A        | Giuseppe Sina         | Codogno               | definitivo |

| Cessioni | Cessioni            | Cessioni        | Cessioni   |
| R.       | Nome                | a               | Modalità   |
| -------- | ------------------- | --------------- | ---------- |
| P        | Giacomo Gianora     | Messina         | definitivo |
| D        | Riccardo Cornolti   | Trevigliese     | definitivo |
| D        | Francesco Mazzoleni | Fermana         | definitivo |
| C        | Amerigo Bedetti     | Catanzarese     | definitivo |
| C        | Leopoldo Caimmi     | Casale          | definitivo |
| C        | Libero Molinis      | Lucchese        | definitivo |
| A        | Alfredo Barisone    | Sampierdarenese | definitivo |
| A        | Ugo Lodi            | Aosta           | definitivo |

## Risultati

### Serie B

#### Girone d'andata
| Arbitro: | Berardi (Roma) |

|  |           |              |
|  | Marcatori | 66’ Galli II |

| Arbitro: | Bettucchi (Bologna) |

|              |           |              |
| Bottazzi 10’ | Marcatori | 53’ Kossovel |

| Arbitro: | Zorzi (Belluno) |

|              |           |             |
| Kossovel 64’ | Marcatori | 31’ Patuzzi |

| Arbitro: | Pasinato (Venezia) |

|                        |           |  |
| Bonelli 25’ Brenco 79’ | Marcatori |  |

| Arbitro: | Bevilacqua (Viareggio) |

|                  |           |               |
| Beretta 49’, 61’ | Marcatori | 27’ Baldi III |

| Arbitro: | Mastellari (Bologna) |

|                         |           |  |
| Beretta 22’ Panzeri 81’ | Marcatori |  |

| Arbitro: | Gianelli (Genova) |

|  |           |             |
|  | Marcatori | 78’ Panzeri |

| Arbitro: | Levrero (Genova) |

|                                                  |           |              |
| Simonetti 17’ (aut.) Facchini 47’ Tumiati II 77’ | Marcatori | 29’ Acerboni |

| Arbitro: | Turbiani (Ferrara) |

|  |           |                |
|  | Marcatori | 8’, 75’ Brossi |

| Arbitro: | De Santis (Roma) |

|          |           |  |
| Sorio 7’ | Marcatori |  |

| Arbitro: | Bertolio (Torino) |

|                                          |           |  |
| Sina 8’, 43’ Sanero 29’, 39’ Belotti 80’ | Marcatori |  |

| Arbitro: | Beretta (Novi Ligure) |

|                                 |           |  |
| Bonomi 51’ Sanero 61’ Jones 68’ | Marcatori |  |

#### Girone di ritorno
| Arbitro: | Benvignati (Roma) |

|                         |           |                       |
| Galli II 44’ Cavani 75’ | Marcatori | 53’ Jones 55’ Belotti |

| Arbitro: | Moretti (Genova) |

|            |           |  |
| Bonomi 45’ | Marcatori |  |

| Bari 31 dicembre 1933, ore ? 16ª giornata | Bari               | 0 – 0 | Atalanta | Campo degli Sports\| Arbitro: \| Turbiani (Ferrara) \| |
| Arbitro:                                  | Turbiani (Ferrara) |       |          |                                                        |

| Arbitro: | Bettucchi (Bologna) |

|                 |           |            |
| Sanero 15’, 75’ | Marcatori | 35’ Marini |

| Foggia 14 gennaio 1934, ore ? 18ª giornata | Foggia           | 0 – 0 | Atalanta | Campo Littorio\| Arbitro: \| De Santis (Roma) \| |
| Arbitro:                                   | De Santis (Roma) |       |          |                                                  |

| Arbitro: | Bertoli (Vicenza) |

|                |           |            |
| Camisaschi 71’ | Marcatori | 43’ Bonomi |

| Arbitro: | Rovero (Voghera) |

|                               |           |  |
| Belotti 85’ Bonomi 89’ (rig.) | Marcatori |  |

| Arbitro: | Gianni (Pisa) |

|  |           |              |
|  | Marcatori | 73’ Colausig |

| Arbitro: | Mastellari (Bologna) |

|                          |           |           |
| Brossi 44’ Vitalesta 71’ | Marcatori | 76’ Jones |

| Arbitro: | Pizziolo (Firenze) |

|                                |           |                        |
| Santagostino 4’, 69’ Jones 19’ | Marcatori | 67’ Ronzani 79’ Cesaro |

| Arbitro: | Corradini (Bologna) |

|                          |           |                           |
| Barni 25’ Pastacaldi 88’ | Marcatori | 68’ Santagostino 70’ Gola |

| Arbitro: | Mazza (Genova) |

|            |           |            |
| Romano 69’ | Marcatori | 75’ Sanero |

## Statistiche

### Statistiche di squadra
| Competizione     | Punti | In casa | In casa | In casa | In casa | In casa | In casa | In trasferta | In trasferta | In trasferta | In trasferta | In trasferta | In trasferta | Totale | Totale | Totale | Totale | Totale | Totale | DR |
| Competizione     | Punti | G       | V       | N       | P       | Gf      | Gs      | G            | V            | N            | P            | Gf           | Gs           | G      | V      | N      | P      | Gf     | Gs     | DR |
| ---------------- | ----- | ------- | ------- | ------- | ------- | ------- | ------- | ------------ | ------------ | ------------ | ------------ | ------------ | ------------ | ------ | ------ | ------ | ------ | ------ | ------ | -- |
| Serie B Girone B | 26    | 12      | 8       | 1       | 3       | 21      | 9       | 12           | 1            | 7            | 4            | 10           | 15           | 24     | 9      | 8      | 7      | 31     | 24     | +7 |

### Statistiche dei giocatori
| Giocatore       | Serie B  | Serie B |
| Giocatore       | Presenze | Reti    |
| --------------- | -------- | ------- |
| G. Acerboni     | 7        | 1       |
| A. Belloni      | 8        | 0       |
| C. Belotti      | 15       | 3       |
| R. Beretta      | 6        | 3       |
| F. Bettoni      | 3        | 0       |
| G. Bonomi       | 20       | 4       |
| V. Casati       | 24       | 0       |
| C. Ceresoli     | 2        | 0       |
| G. Cesana       | 22       | 0       |
| A. Fiorini      | 2        | 0       |
| G. Gola         | 14       | 1       |
| G. Guerini      | 1        | 0       |
| C. Jones        | 21       | 4       |
| A. Kossovel     | 24       | 2       |
| S. Malabotti    | 1        | 0       |
| G. Panzeri      | 9        | 2       |
| U. Perotti      | 1        | 0       |
| R. Sanero       | 17       | 6       |
| G. Santagostino | 9        | 3       |
| F. Simonetti    | 23       | 0       |
| G. Sina         | 11       | 2       |
| L. Tentorio     | 24       | 0       |